# Ægidius Romanus
Ægidius Romanus (latinsk namnform, italienska: Egidio Colonna, franska: Gilles de Rome, med flera namnformer), född omkring 1243 i Rom, död 22 december 1316 i Avignon, var ärkebiskop av Bourges, och en framstående teolog och filosof. Påve Benedictus XIV utsåg honom till Doctor Fundatissimus.
Ægidius Romanus är känd för sina kommentarer till Aristoteles Organon. Han författade också två andra viktiga verk, De Ecclesiastica Potestate, ett huvudverk för papalismen under det tidiga 1300-talet, samt De Regimine Principum, en handbok för furstar.
Författare under 1300- och 1400-talet som John Trevisa och Thomas Hoccleve översatte och bearbetade hans verk till engelsk språkdräkt.

## Biografi
Ægidius Romanus föddes i den adliga ätten Colonna som son till Pietro Colonna. Efter att ha inträtt i eremitorden av Sankt Augustinus i Rom, sändes han till Paris för filosofiska och teologiska studier, och blev där lärjunge till Thomas av Aquino. Han blev den förste från augustinerorden att utses till lärare vid universitetet i Paris.
1281, under det trettiosjätte konciliet i Paris, i vilket mångahanda åtskillnader mellan biskopar och klosterordnar iordningrättades, satt han bredvid biskoparna och inte bland lekmännen. Med hänvisning till detta kallade en av hans samtida filosofer, Godfrey av Fontaines, honom den mest ansedde teologen i staden (qui modo melior de tota villa in omnibus reputatur).
Filip III av Frankrike anförtrodde honom undervisningen av sin son, vilken senare, 1285, besteg tronen som Filip IV av Frankrike. När den nye kungen, efter att ha blivit krönt i Reims, anlände till Paris, hälsade Ægidius honom välkommen å universitetets vägnar, och i sitt anförande hävdade Ægidius att rättvisa var en kungs högsta dygd.
1277 var Ægidius en av dem som drabbades av den teologiska fördömelsen som kungjordes av Étienne Tempier vid universitetet i Paris. Flera av hans åsikter hade befunnits klandervärda av Tempier, och 1285 bad påve Honorius IV honom att offentligt ta tillbaka dem. Detta skadade inte hans rykte, för 1287 utgick ett påbud från augustinernas domkapitel, som först påstod att Ægidius’ doktrin ”genomlyste hela världen” (venerabilis magistri nostri Ægidii doctrina mundum universum illustrat), och sedan uppmanade alla ordensmedlemmar att antaga och försvara alla hans åsikter, både de nedtecknade och de dittills oskrivna.
Efter att ha innehaft flera betydelsefulla poster i sin orden, valdes han till övergeneral 1292. Tre år senare utnämnde Påve Bonifatius VIII honom till ärkebiskop av Bourges, Frankrike, fastän Jean de Savigny redan utlovats detta säte av Påve Celestinus V. Den franska adeln protesterade på grund av att ätten Colonna, som Ægidius tillhörde, var italiensk, men hans utnämning vidhölls och godkändes av kungen.
Han närvarade vid konciliet i Vienne (1311–1312) vid vilken Tempelherreorden förbjöds.

## Arbeten
Ægidius Romanus författarskap spänner över filosofins och teologins fält. Det finns ingen samlad utgåva av hans skrifter, men flera har publicerats separat. I bibelvetenskap och teologi, skrev han kommentarer om Hexaemeron, Sångernas sång och Romarbrevet, flera "Opuscula" och "Quodlibeta", mångahanda avhandlingar, i synnerhet kommentarer till Petrus Lombardus’ Sententae.
I filosofi, bortsett från kommentarer om praktiskt taget samtliga verk av Aristoteles, skrev han flera avhandlingar i särskilda frågor. Men hans huvudverk är De regimine principum, skriven för och dedicerad till hans elev Filip IV. Den har utgivits i flera upplagor, den första i Augsburg 1473, och översattes till flera språk. Den romerska utgåvan från 1607 innehåller en biografi över Ægidius. Verket är indelat i tre böcker: den första behandlar en kungs personliga förehavanden, den rätta lyckans natur, utbildandet och valet av dygd, och om att behärska sina passioner; den andra boken handlar om familjeliv och relationer till hustru, barn och tjänare; den tredje beaktar staten, dess ursprung, och det rätta sättet att regera i tider av fred och av krig. Hans pedagogiska skrifter har utgivits på tyska av Kaufmann (Freiburg 1904). 
Vad beträffar hans ställningstagande i motsättningarna mellan Påve Bonifatius VIII och kung Filip IV, förmodades han under lång tid ha varit lojal mot kungen. Men det har belagts att han är författaren till avhandlingen De potestate ecclesiastica, i vilken han förfäktar påvens rättigheter. Likheterna mellan hans avhandling och bullan Unam Sanctam synes stödja åsikter somliga författare framlagt, att han är bullans egentlige upphovsman.
Han hade redan tagit aktiv del i att få ett slut på diskussionerna och kontroverserna omkring giltigheten i valet av Bonifatius till påve. I sin avhandling De renunciatione Papæ sive Apologia pro Bonifacio VIII påvisar han legitimiteten i Celestinius’ resignation och det följande valet av Bonifatius.
Filosofiskt såväl som teologiskt, följer han som regel sin mästare, Sankt Thomas, vars arbeten han anför som scripta communia; Defensorium seu Correctorium corruptorii librorum Sancti Thomæ Acquinatis mot franciskanern Vilhelm de la Mare från Oxford, tillskrivs honom ibland, men detta förblir osäkert. Icke desto mindre framlägger han avvikande uppfattningar mot thomismen för att i stället följa Augustinus lärosatser och franciskanernas skola. Påståendet att Adam inte fått nåd före syndafallet är egentligen hans, fastän orden ofta läggs i Augustinus’ mun.

## Ægidianska skolan
Efter domkapitlets påbud 1287 som nämns ovan, var hans ståndpunkter tämligen godtagna av augustinerorden. Därmed blev hand grundare av Ægidianska skolan. Bland de mest prominenta företrädarna av denna skola, bör nämnas Giacomo Capoccio av Viterbo (d. 1307) och Augustinus Triumphus (d. 1328), båda hans samtida, och även hans studenter och kollegor vid universitetet i Paris; Prosper av Reggio, Albert av Padua, Gerhard av Siena, Henrik av Frimar, Thomas av Strasburg – samtliga levde under första halvan av 1300-talet.
Under en period efter detta blev andra läror de rådande i augustinska orden. Men så sent som 1600-talet skrev Raffaello Bonherba (d. 1681) Disputationes totius philosophiæ … in quibus omnes philosophicæ inter D. Thomam et Scotum controversiæ principaliter cum doctrina nostri Ægidii Columnæ illustrantur (Palermo, 1645, 1671); och Augustino Arpe (d. 1704) skrev Summa totius theologiæ Ægidii Columnæ (Bologna, 1701, och Genoa, 1704).
Federico Nicolò Gavardi (d. 1715), den främste uttolkaren i Colonna, gjorde sammanställningen Theologia exantiquata iuxta orthodoxam S. P. Augustini doctrinam ab Ægidio Columna doctoræ fundatissimo expositam … (6 band. fol., Neapel och Rom, 1683–1696); detta arbete sammanfattades av Anselm Hörmannseder i dennes Hecatombe theologica (Presburg, 1737). Benignus Sichrowsky (d. 1737) skrev Philosophia vindicata ad erroribus philosophorum gentilium iuxta doctrinam S. Augustini et B. Ægidii Columnæ (Nuremberg, 1701).